# Basiliscus
|  | Per a altres significats, vegeu «Basilisc (emperador)». |

Basiliscus és un gènere de sauròpsids (rèptils) escatosos que inclou els basiliscs. Es tracta de saures similars a les iguanes, però d'aspecte més àgil i esvelt i, en general, de proporcions més reduïdes. Es diferencien a més per tenir una o dues crestes sobre el seu dors, normalment una sobre el cap o una altra, de major grandària, sobre el dors. La seva alimentació també és més variada, consumint gran varietat d'aliments.
Els basiliscs tenen la notable habilitat de ser capaces de caminar sobre la superfície de l'aigua. Les seves potes posteriors està proveïdes d'uns lòbuls dèrmics que funcionen com a aletes, els quals augmenten la superfície de suport sobre l'aigua. Aquests s'enrotllen quan l'animal camina per terra. Si l'animal afronta el perill, comença a córrer molt ràpidament sobre la superfície d'un riu o un llac, llavors les aletes dels seus peus posteriors s'obren permetent augmentar la seva superfície de suport i així córrer sobre l'aigua. No obstant això, en decréixer la seva velocitat, el basilisc s'enfonsa i ha de nedar de la manera normal de qualsevol altre llangardaix.
Aquesta habilitat li ha donat en algunes regions l'àlies de "llangardaix Jesucrist" o "llangardaix de Jesucrist", recordant el passatge bíblic de Mateu (14:22-34). Sobre l'aigua, el basilisc pot córrer a una velocitat d'1,5 metres per segon per aproximadament 4,5 metres abans d'enfonsar-se, després de la qual cosa comença a nedar.

## Taxonomia
El gènere Basiliscus inclou quatre espècies:
- Basiliscus basiliscus (Linnaeus, 1758)
- Basiliscus galeritus Duméril, 1851
- Basiliscus plumifrons Cope, 1875
- Basiliscus vittatus Wiegmann, 1828